# Джордан Найт
Джордан Натаниел Марсел Найт ([[lang|en|Jordan Nathaniel Marcel Knight}}) е американски музикант, композитор и актьор. Водеща фигура е в бой бандата Ню Кидс Он Дъ Блок. Притежава неповторим фалцет.

## Биография
Роден е на 17 май 1970 г. в Уорчестър, Масачузетс, САЩ. Джордан има двойно гражданство – американско и канадско.
През 1984 г. се присъединява към новосформираната бой банда Ню Кидс Он Дъ Блок, заедно с брат си Джонатан. Останалите членове са: Дони Уолбърг, Дани Ууд и Джоуи Макинтайър. Ню Кидс Он Дъ Блок продават над 80 милиона копия в целия свят. Това ги прави третата най-продавана момчешка група в историята на музиката. Едни от най-известните песни на групата, които им донасят международна известност, са: Step By Step, Hangin' Tough, I'll Be Loving You (Forever), Cover Girl и други. Групата се разделя през 1994 г., и се завръща на музикалната сцена през 2008 г. В периода 2011 – 2012 г. Ню Кидс Он Дъ Блок организират съвместно турне с Бекстрийт Бойс. Джордан Найт има издадени общо седем солови албума.
Най-известните солови песни на Джордан Найт са: Give It To You, Angel Of Love, Stingy и други.
През 2004 г. Джордан сключва брак с Евълин Мелендез. На 25 август 1999 г. се ражда първия син на Джордан Найт – Данте Джордан Найт. На 21 февруари 2007 г. се ражда втория син на известната двойка – Ерик Джейкъб Найт.